# Ferdinando Minoia
Ferdinando Minoia, detto Nando (Milano, 2 giugno 1884 – Milano, 27 giugno 1940), è stato un pilota automobilistico italiano.

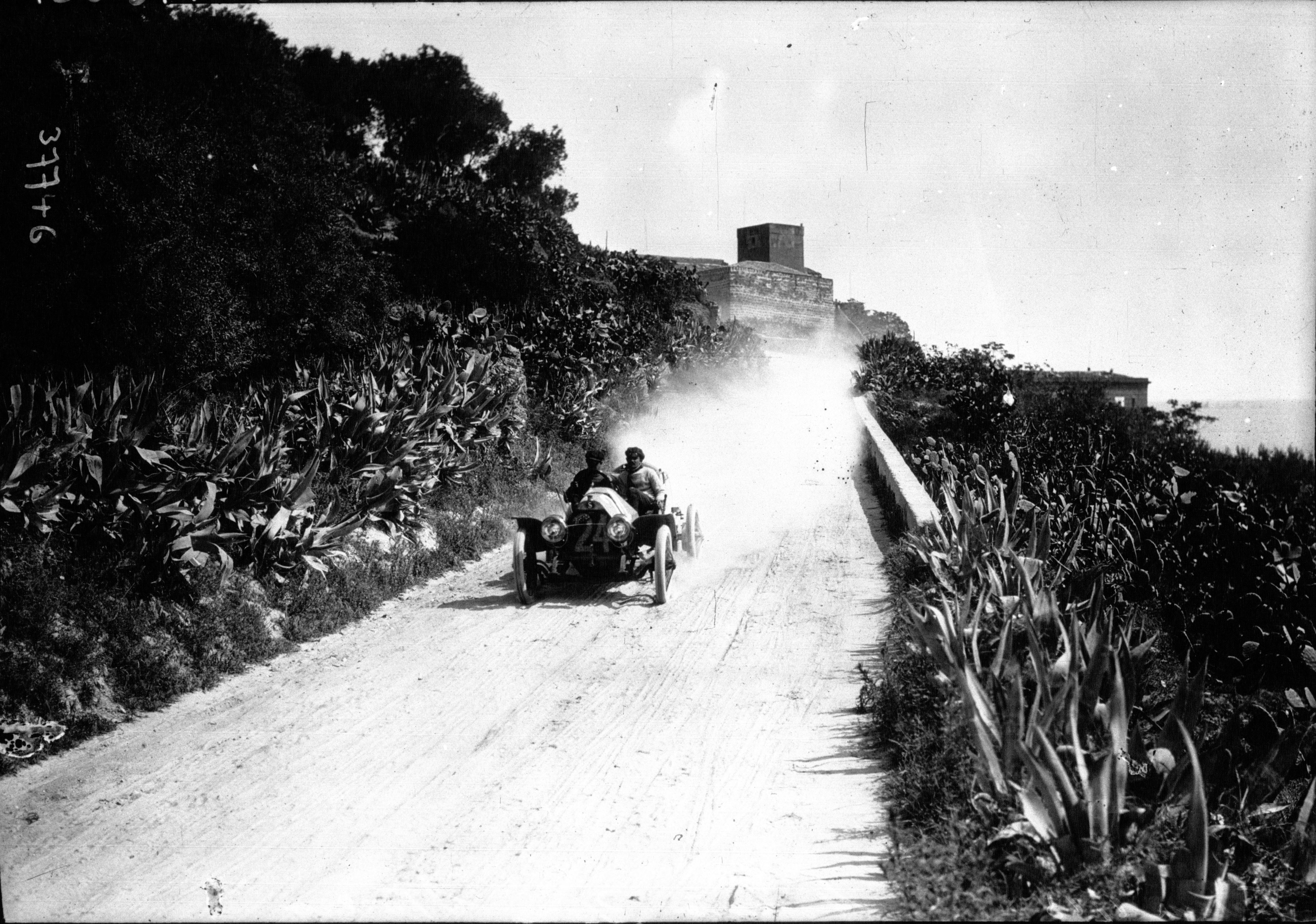
Ferdinando Minoia su Storero mod.B (Targa Florio 1913)

Il cognome originario della famiglia era Minoja, "italianizzato" durante gli anni trenta, ma ancora presente sulla lapide al Cimitero Monumentale di Milano

## Biografia
La sua prima vittoria importante fu nel 1907 alla Coppa Florio su Isotta Fraschini. Nel 1923 guidò la prima autovettura da competizione per Gran Premi con motore centrale, la Benz Tropfenwagen.
Nel 1927 vinse la prima edizione della Mille Miglia su una OM 665 "Superba"; scaramantico e molto attaccato alla famiglia, al capo meccanico OM Fausto Schena, Minoja aveva chiesto di fissare i sandali del suo bambino sulle balestre anteriori della "Superba", come portafortuna nella prima Mille Miglia..
Nel 1931 si aggiudicò il primo Campionato Europeo di automobilismo (anche detto "Campionato Internazionale Automobilistico") su Alfa Romeo, basato sui Gran Premi di Italia, Francia e Belgio, senza vincere nessuna gara, ma ottenendo diversi piazzamenti.